# Paula Findlay
Paula Findlay (ur. 26 maja 1989) – kanadyjska triathlonistka.
Trzecia zawodniczka Mistrzostw Świata Juniorów z 2009. Piąta zawodniczka wśród elity kobiet w serii Mistrzostw Świata ITU w 2010. Podczas cyklu mistrzostw wygrała zawody w Londynie i Kitzbühel.